# カラフトグワイ
カラフトグワイ（Sagittaria natans）は、オモダカ科オモダカ属の水生植物である。

## 分布
日本やユーラシア大陸の湖沼に生息している。主に寒冷地に生育し、日本では釧路地方などに生育しているが、数は少ない。然別湖での記録もあるが、絶滅した可能性がある。

## 形態、生態
葉は根生で、発生初期は沈水性の線形葉をつけ、次第に矢尻型の浮葉を展開する。葉柄の長さは10－45cm。花期は7-8月で、花茎は長さ25－40cmで、1個体当たり1,2本。3枚の白い花弁をもつ花をつける。果実は倒卵形。